# 白川郷インターチェンジ
白川郷インターチェンジ（しらかわごうインターチェンジ）は、岐阜県大野郡白川村鳩谷（はとがや）にある東海北陸自動車道のインターチェンジである。

## 概要
合掌集落の景観保護の点から東海北陸道の本線が山中の高い位置に作られたため、料金所から国道156号現道の「白川郷IC口交差点」まで約2 kmほどある。ただし、料金所を直接結ぶ事実上の取り付け道路も、国道156号（白川バイパス）であり、かつ白川バイパスの支線である。
なお、飛驒清見ICと当ICの間には、危険物積載車両通行禁止の飛驒トンネルがあるため、金沢・富山方面から来た当該車両はトンネルを通行することができず当ICで出なければならない。
土地利用の関係で下り線出口と下り線入口が交差点になっているが、信号機が設置されてないため、一時停止する必要がある。

## 歴史
- 2002年（平成14年）11月16日 - 東海北陸自動車道の五箇山IC - 当IC間の開通に伴い[3][4][5]、供用開始[1]。
- 2008年（平成20年）7月5日 - 飛驒清見IC - 当IC間が開通[3][6][5][7]。これに伴い東海北陸自動車道が全線開通[5][8][9]。

## 道路
- E41 東海北陸自動車道（14番）

## 料金所
- ブース数 : 4

### 入口
- ブース数 : 2
  - ETC専用 : 1
  - ETC/一般 : 1

### 出口
- ブース数 : 2
  - ETC専用 : 1
  - ETC/一般 : 1

## 接続する道路
- 国道156号[1]

## 周辺
- 白川郷
  - 白川郷・五箇山の合掌造り集落
  - 白川八幡神社
- 白山白川郷ホワイトロード[1]
- 天生峠（国道360号）
- 白川郷の湯
- 道の駅白川郷
- 白川村役場
- トヨタ白川郷自然学校

## 隣
E41 東海北陸自動車道
(13)飛驒清見IC - 飛驒河合PA - (14)白川郷IC - 飛驒白川PA - 椿原橋 - 椿原トンネル - (15)五箇山IC